# Ministère de la Sécurité sociale (Brésil)
Le ministère de la Sécurité sociale (en portugais : Ministério da Previdência Social) (MPS) est un département du gouvernement brésilien. Il est responsable d'administrer, maintenir et garantir les droits à la sécurité sociale dans le pays. 
Carlos Lupi est ministre dans le troisième gouvernement Lula depuis le 1er janvier 2023.

## Histoire
Sous la dictature militaire, le ministère de la Sécurité sociale, séparé du ministère du Travail, est créé le 1er mai 1974.
En octobre 2015, une réforme ministérielle sous le second gouvernement de Dilma Rousseff, fait à nouveau fusionner le portefeuille de la Sécurité sociale avec celui du Travail et de l'Emploi, formant le nouveau ministère du Travail et de la Sécurité sociale (MTPS).
Le 1er janvier 2023, le ministère de la Sécurité sociale est à nouveau séparé du ministère du Travail, et est recrée par le troisième gouvernement de Lula.

## Objectifs
Le ministère de la Sécurité sociale a pour objectif d'administrer et de reconnaître et d'octroyer des droits de la sécurité sociale à ses assurés. Les revenus transférés par la sécurité sociale servent notamment à remplacer les revenus du travailleur cotisant, lorsqu'il perd sa capacité de travail, que ce soit pour cause de maladie, d'invalidité, d'âge avancé, de décès et de chômage involontaire, voire de maternité et d'emprisonnement.
Le droit à la sécurité sociale au Brésil, au travers des personnes qui cotisent, est garanti par l'article 6 de la constitution brésilienne de 1988, « L'éducation, la santé, le travail, le logement, les loisirs, la sécurité, la sécurité sociale, la protection de la maternité et de l'enfance, l'assistance aux indigents, dans la forme de la présente Constitution, sont des droits sociaux ».

## Ministres
| Ministre         | Ministre         | Ministre                                | Parti            | Début            | Fin              | Président                                  |
| ---------------- | ---------------- | --------------------------------------- | ---------------- | ---------------- | ---------------- | ------------------------------------------ |
|                  |                  | Arnaldo da Costa Prieto (pt)            | Indép.           | 2 mai 1974       | 4 juillet 1974   | Ernesto Geisel                             |
|                  |                  | Luís Gonzaga do Nascimento e Silva (pt) | Indép.           | 4 juillet 1974   | 14 mars 1979     | Ernesto Geisel                             |
|                  |                  | Jair Soares (pt)                        | ARENA            | 15 mars 1979     | 7 mai 1982       | João Figueiredo                            |
|                  |                  | Hélio Beltrão (pt)                      | Indép.           | 10 mai 1982      | 11 novembre 1983 | João Figueiredo                            |
|                  |                  | Jarbas Passarinho (pt)                  | PDS              | 11 novembre 1983 | 14 mars 1985     | João Figueiredo                            |
|                  |                  | Waldir Pires                            | PMDB             | 15 mars 1985     | 13 février 1986  | José Sarney                                |
|                  |                  | Raphael de Almeida Magalhães (pt)       | Indép.           | 18 février 1986  | 22 octobre 1987  | José Sarney                                |
|                  |                  | Renato Archer (pt)                      | PMDB             | 27 octobre 1987  | 28 juillet 1988  | José Sarney                                |
|                  |                  | Jader Barbalho (pt)                     | PMDB             | 29 juillet 1988  | 14 mars 1990     | José Sarney                                |
|                  |                  | Antônio Rogério Magrio (pt)             | PTB              | 15 mars 1990     | 19 janvier 1992  | Fernando Collor                            |
|                  |                  | Reinhold Stephanes (pt)                 | PFL              | 20 janvier 1992  | 2 octobre 1992   | Fernando Collor                            |
|                  |                  | Antônio Britto (pt)                     | PMDB             | 15 octobre 1992  | 15 décembre 1993 | Itamar Franco                              |
|                  |                  | Sérgio Cutolo dos Santos (pt)           | Indép.           | 15 décembre 1993 | 1er janvier 1995 | Itamar Franco                              |
|                  |                  | Reinhold Stephanes (pt)                 | PFL              | 1er janvier 1995 | 3 avril 1998     | Fernando Henrique Cardoso                  |
|                  |                  | Waldeck Ornelas (pt)                    | Indép.           | 7 avril 1998     | 24 février 2001  | Fernando Henrique Cardoso                  |
|                  |                  | Roberto Brant (pt)                      | Indép.           | 12 mars 2001     | 8 mars 2002      | Fernando Henrique Cardoso                  |
|                  |                  | José Cechin (pt)                        | Indép.           | 8 mars 2002      | 1er janvier 2003 | Fernando Henrique Cardoso                  |
|                  |                  | Ricardo Berzoini                        | PT               | 1er janvier 2003 | 23 janvier 2004  | Luiz Inácio Lula da Silva                  |
|                  |                  | Amir Lando (pt)                         | PMDB             | 23 janvier 2004  | 22 mars 2005     | Luiz Inácio Lula da Silva                  |
|                  |                  | Romero Jucá                             | PMDB             | 22 mars 2005     | 21 juillet 2005  | Luiz Inácio Lula da Silva                  |
|                  |                  | Nelson Machado (pt)                     | Indép.           | 21 juillet 2005  | 29 mars 2007     | Luiz Inácio Lula da Silva                  |
|                  |                  | Nelson Machado (pt)                     | PT               | 29 mars 2007     | 3 juin 2008      | Luiz Inácio Lula da Silva                  |
|                  |                  | Carlos Eduardo Gabas (pt) (intérim)     | PT               | 3 juin 2008      | 11 juin 2008     | Luiz Inácio Lula da Silva                  |
|                  |                  | José Barroso Pimentel (pt)              | PT               | 11 juin 2008     | 30 mars 2010     | Luiz Inácio Lula da Silva                  |
|                  |                  | Carlos Eduardo Gabas (pt)               | PT               | 31 mars 2010     | 31 décembre 2010 | Luiz Inácio Lula da Silva                  |
|                  |                  | Garibaldi Alves Filho (pt)              | PMDB             | 1er janvier 2011 | 1er janvier 2015 | Dilma Rousseff                             |
|                  |                  | Carlos Eduardo Gabas (pt)               | PT               | 1er janvier 2015 | 1er octobre 2015 | Dilma Rousseff                             |
| Pas de titulaire | Pas de titulaire | Pas de titulaire                        | Pas de titulaire | 2 octobre 2015   | 1er janvier 2023 | Dilma Rousseff Michel Temer Jair Bolsonaro |
|                  |                  | Carlos Lupi                             | PDT              | 1er janvier 2023 | en fonction      | Luiz Inácio Lula da Silva                  |